# Lupe Gómez
Guadalupe Gómez, más conocida por su nombre artístico de Lupe Gómez (n. Fisteus Curtis, provincia de La Coruña 1972) es una escritora, poeta, crítica literaria, animadora cultural, feminista y periodista gallega.

## Trayectoria
Se marchó, con trece años para estudiar el bachillerato en la ciudad capital de La Coruña, y a posteriori realizó los estudios de periodismo en Santiago de Compostela. Ha realizado colaboraciones en El Correo Gallego y en Galicia Hoxe, además de hacer artículos y críticas de libros y de teatro.

## Obra
- Pornografía. Volumen 10 de Poeta en Compostela. Editor Santiago de Compostela. Concellaría de Cultura. 109 pp. ISBN 8480641525 1995
- Os teus dedos na miña braga con regra. Volumen 14 de Ablativo absoluto. Edición Literaria de Grupo Anaya Comercial, 122 pp. ISBN 8483023644 1999
- Poesía fea. Editor	Noitarenga, 119 pp. ISBN 8492072342 2000
- Fisteus era un mundo. 2001; narrativa
- Querida Uxía. Volumen 2 de Ala delta. Ilustrado por Andrea López. Edición reimpresa por Tambre, 67 pp. ISBN 8426348750 2002
- Levantar as tetas. Volumen 144 de Poesía. Editor Espiral Maior. 83 pp. ISBN 8495625962 2004
- Luz e Lupe. Editor L. Gómez, 291 pp. ISBN 8460982173 2005
- Azul e estranxeira. Colección de poesía. Editor Ediciones de Castro, 108 pp. ISBN 8484851966 2005, Premio Eusebio Lorenzo Baleirón
- O útero dos cabalos. Volumen 153 de Poesía. Editor Espiral Maior, 117 pp. ISBN 8496475042 2005
- Quero bailar. Editor L. Gómez, 208 pp. ISBN 8461115015, 2006